# Acacia clandullensis
Acacia clandullensis — вид квіткових рослин з родини бобових. Ареал: Австралія (цн.-сх. Новий Південний Уельс).

## Екологія
Росте на великих висотах у кам'янистих піщаних або глинистих ґрунтах, де він зазвичай є частиною відкритих лісових спільнот Eucalyptus rossii.

## Біоморфологічна характеристика
Цей відкритий кущ зазвичай виростає до 1–2 метрів у висоту. Має злегка ребристі щільно запушені гілочки, які стають округлими в перерізі. Вічнозелені філодії досить скупчені і мають круглу або широкоеліптичну або оберненояйцювату форму, 0.4–1.6 см × 3–11 мм. Світло-зелені філодії в молодому віці маловолосисті.